# Три хиљаде година чежње
Три хиљаде година чежње (енгл. Three Thousand Years of Longing) аустралијско-амерички је фантастични филм из 2022. године, у режији Џорџа Милера. Темељи се на приповеци „Џин у славујевом оку” А. С. Бајат. Главне улоге глуме Идрис Елба и Тилда Свинтон. Елба глуми џина којег ослобађа научница (Свинтон), те јој он препричава свој живот.
Премијерно је приказан 20. маја 2022. на Канском филмском фестивалу, док је 31. августа пуштен у биоскопе у САД, односно 1. септембра у Аустралији и Србији. Добио је позитивне рецензије критичара.

## Радња
Усамљена научница, на путовању у Истанбул, открива џина који јој нуди три жеље у замену за своју слободу.

## Улоге
| Глумац             | Улога                  |
| ------------------ | ---------------------- |
| Идрис Елба         | џин                    |
| Тилда Свинтон      | Алитеа Бини            |
| Амито Лагум        | краљица од Сабе        |
| Николас Муавад     | Соломон                |
| Бурџу Голгедар     | Зефир                  |
| Еџе Јуксел         | Гултен                 |
| Матео Бочели       | принц Мустафа          |
| Лаши Хјум          | Сулејман Величанствени |
| Меган Гејл         | Хурем                  |
| Огулџан Арман Услу | Мурат IV                 |
| Џек Бреди          | Ибрахим                |
| Пија Тандерболт    | Езги                   |
| Ана Адамс          | Шећерлема              |
| Дејвид Колинс      | шаљиви приповедач      |
| Енџи Трикер        | наратолог              |
| Ентони Моасе       | портир                 |
| Дени Лим           | пас приповедач         |